# 쇼트리지바위쥐
쇼트리지바위쥐(Petromyscus shortridgei)는 붉은숲쥐과에 속하는 설치류의 일종이다. 앙골라와 나미비아에서 발견된다. 자연 서식지는 아열대 또는 열대 기후 지역의 건조 관목 지대이다.